# Буряк, Зоя Юрьевна
Зо́я Ю́рьевна Буря́к (род. 6 ноября 1966, Красноярск) — советская и российская актриса театра, кино и дубляжа, заслуженная артистка России (2005).

## Биография
Родилась в Красноярске 6 ноября 1966 года.
В 1971 году её семья переехала в Одессу.
В 1985 году, после окончания школы, поступила в ЛГИТМиК на курс Льва Додина.
Учась в ЛГИТМиКе на первых курсах, снялась в нескольких эпизодических ролях.
В 1987 году была приглашена на роль Шуры в картину Александра Прошкина «Холодное лето пятьдесят третьего». Поскольку Лев Додин не разрешал своим студентам сниматься в кино, то перешла на курс Александра Куницына. В документальном фильме, рассказывавшем о съёмках «Холодного лета пятьдесят третьего», актриса говорила, что на улицах её, как правило, узнают благодаря именно этому фильму.
В 1990 году окончила институт и была принята в труппу Санкт-Петербургского государственного молодёжного театра на Фонтанке.
В 2003 году участвовала в программе «Слабое звено» на Первом канале.

## Творчество

### Роли в театре

#### Санкт-Петербургский государственный молодёжный театр на Фонтанке
- 1991 — «Панночка» — Хвеся
- 1992 — «Гроза» — Глаша
- 1992 — «Царевна Катерина» — Золотой человек
- «Улица, двор, Васька» — Бабушка-кошка
- 1992 — «Своя семья, или Замужняя невеста» — Наташа
- 1993 — «Лунные волки» — Мотя
- 1994 — «Голый король» — Генриетта
- 1999 — «Касатка» — Раиса Глебовна
- 2007 — «Пять вечеров» — Зоя
- 2012 — «Подруги» —
- 2012 — «Абанамат» — судья
- 2014 — «Наш городок» — миссис Гиббс
- 2017 — «Прошлым летом в Чюлимске» — Хороших
- 2022 — «Оружие сердец» — Жена инвалида

#### Мюзик-холл
- «Жорж Данден» — Клодина

#### Академический драматический театр имени В. Ф. Комиссаржевской
- «Прощай, клоун» — Джельсомина
- «Яма, или Два вечера в весёлом доме» — Генриетта
- «Самоубийца» Н. Эрдмана — Маша

#### Театр «Антреприза имени А. Миронова»
- «Обломов» по роману И. А. Гончарова — няня / Пшеницына
- «Чайка» А. П. Чехова — Маша
- «Моя парижанка» — лейтенант Пурсел
- «Наследник Лаптев» — мама

#### «ТеатрДом». Продюсерская компания.
- «Любовь не картошка, не выбросишь в окошко». Степан Лобозёров — Таня
- «Супница, или кипящие страсти». Р. Ламурье — Жермен

### Фильмография
| Год       |     | Название                                              | Роль                                                |
| --------- | --- | ----------------------------------------------------- | --------------------------------------------------- |
| 1983      | ф   | Тепло родного дома                                    | дочь Ивана Кужеля                                   |
| 1985      | тф  | Подвиг Одессы                                         | Нина Воскобойник                                    |
| 1987      | тф  | Доченька                                              | Света                                               |
| 1987      | ф   | Холодное лето пятьдесят третьего                      | Шура                                                |
| 1989      | тф  | Васька                                                | Имя персонажа не указано                            |
| 1989      | ф   | В знак протеста                                       | Анечка                                              |
| 1989      | тф  | Гу-га                                                 | снималась                                           |
| 1989      | ф   | Двое на голой земле                                   | Люба                                                |
| 1989      | ф   | Штаны                                                 | сержант в следственном изоляторе                    |
| 1990      | кор | Самое ценное                                          | жительница деревни                                  |
| 1991      | ф   | Миф о Леониде                                         | Верочка, секретарь                                  |
| 1991      | ф   | По ком тюрьма плачет…                                 | почтальон                                           |
| 1991      | тф  | Царь Иван Грозный                                     | Пашенька, холопка                                   |
| 1992      | ф   | Маленький гигант большого секса                       | Лора, очаровательная женщина                        |
| 1993      | ф   | Жизнь и необычайные приключения солдата Ивана Чонкина | Нюра                                                |
| 1993      | ф   | Лабиринт любви                                        | Имя персонажа не указано                            |
| 1993      | ф   | Счастливый неудачник                                  | Нюра, пионервожатая                                 |
| 1994      | ф   | Колесо любви                                          | Галя, продавщица сала с Украины                     |
| 1994      | ф   | Колечко золотое, букет из алых роз                    | Степанида, кухарка                                  |
| 1994      | ф   | Особенности национальной охоты                        | доярка                                              |
| 1995      | ф   | Прибытие поезда                                       | проститутка Лёля                                    |
| 1995      | ф   | Роковые яйца                                          | Дуня, уборщица                                      |
| 1995      | ф   | Будем жить                                            | Нюша, жена Максима                                  |
| 1996      | тф  | Операция «С Новым годом!»                             | Зоя                                                 |
| 1996      | ф   | Сильна как смерть любовь                              | Ольга                                               |
| 1997      | ф   | В той стране                                          | Раиса                                               |
| 1998      | ф   | Блокпост                                              | следователь Алиса                                   |
| 1998      | ф   | Тоталитарный роман                                    | эпизод                                              |
| 1998      | ф   | Хочу в тюрьму                                         | посетительница кафе                                 |
| 1999      | с   | В зеркале Венеры                                      | Рита                                                |
| 1999      | с   | С новым счастьем!                                     | Наташа                                              |
| 2000      | с   | Дом Надежды                                           | Имя персонажа не указано                            |
| 2000      | ф   | Русский бунт                                          | попадья                                             |
| 2001      | с   | Агент национальной безопасности 3                     | сержант Сабанеева                                   |
| 2001      | с   | Идеальная пара                                        | банковская служащая                                 |
| 2001      | с   | Ключи от смерти                                       | мать Алисы                                          |
| 2001      | ф   | Механическая сюита                                    | продавщица пива на станции                          |
| 2001      | ф   | Серебряная свадьба                                    | Надя                                                |
| 2001—2004 | с   | Чёрный ворон                                          | Нееле, жена Юозаса                                  |
| 2002      | с   | Дружная семейка                                       | Аврора Кукушкина, дальняя родственница Марины       |
| 2002      | тф  | Только раз…                                           | Надежда Демченко                                    |
| 2002      | ф   | Трио                                                  | Клавдия Агапова, жена Николая Егоровича             |
| 2002      | с   | Ха!                                                   | Имя персонажа не указано                            |
| 2002—2003 | с   | Недлинные истории                                     | Имя персонажа не указано                            |
| 2002—2003 | с   | Убойная сила 4                                        | Снегурочка                                          |
| 2003      | с   | Линии судьбы                                          | Ольга, жена Андрея Щуркова                          |
| 2003      | ф   | Особенности национальной политики                     | секретарша Зоинька                                  |
| 2003      | с   | Улицы разбитых фонарей 5                              | Лена                                                |
| 2003      | с   | Участок                                               | Юля Юлюкина                                         |
| 2003      | кор | Ушла                                                  | Имя персонажа не указано                            |
| 2004      | с   | Дальнобойщики 2                                       | Аня, воспитательница                                |
| 2004      | с   | Легенда о Тампуке                                     | Грудаченко                                          |
| 2004—2005 | с   | Мужчины не плачут                                     | Рая Рунг                                            |
| 2004      | ф   | Рагин                                                 | Сания                                               |
| 2005      | с   | Семья                                                 | Роза                                                |
| 2005      | с   | Фаворский                                             | Минаева                                             |
| 2006      | с   | Весёлые соседи                                        | Наташа Кукушкина                                    |
| 2006      | ф   | Русские деньги                                        | Евлампия Николаевна Купавина, молодая богатая вдова |
| 2006      | с   | Сонька Золотая Ручка                                  | Евдокия, мачеха Соньки                              |
| 2007      | с   | Братья                                                | няня Галина Николаевна                              |
| 2007—2010 | с   | Гаишники                                              | кассир в супермаркете                               |
| 2007      | с   | Преступление и наказание                              | Настасья                                            |
| 2008      | ф   | Гитлер капут!                                         | сутенёрша                                           |
| 2008      | ф   | Когда не хватает любви                                | Людмила Астахова                                    |
| 2008      | ф   | Мы из будущего                                        | Клава                                               |
| 2008      | ф   | Ой, мамочки…                                          | Полина, многодетная мать                            |
| 2008      | ф   | Платье от кутюр                                       | Лидусик                                             |
| 2008      | ф   | Холмы и равнины                                       | Нина, жена Николая                                  |
| 2009      | с   | Вердикт                                               | Эльвира Витальевна, прокурор                        |
| 2009      | ф   | Укрощение строптивых                                  | Зоя                                                 |
| 2009      | с   | Одну тебя люблю                                       | Дунька                                              |
| 2010      | с   | Агент особого назначения                              | Шурка                                               |
| 2010      | с   | Дом у большой реки                                    | Зоя Калинчева                                       |
| 2010      | ф   | Мы из будущего 2                                      | Клава                                               |
| 2011—2012 | с   | Агент особого назначения                              | Шурка                                               |
| 2011      | с   | Товарищи полицейские (серия № 27 «Интуиция»)          | Новикова                                            |
| 2011      | ф   | Утомлённые солнцем 2: Цитадель                        | Катя Мохова                                         |
| 2011      | с   | Чужой район                                           | Алевтина Александровна, комендант общежития         |
| 2012      | с   | Кабы я была царица                                    | Тамара Истомина                                     |
| 2012      | ф   | Как назло Сибирь                                      | Галина Карпова                                      |
| 2012      | ф   | Поклонница                                            | Пелагея, прислуга Авиловых                          |
| 2012      | с   | Хмуров                                                | Зоя                                                 |
| 2013      | с   | Чужой район 2                                         | Алевтина                                            |
| 2015      | ф   | Погоня за тремя зайцами                               | служащая в галерее                                  |
| 2016      | с   | Следователь Тихонов                                   | Надежда Петровна Семёнова                           |
| 2016      | ф   | Колодец забытых желаний                               | Вера Игнатьевна                                     |
| 2017      | ф   | Замок                                                 | Хозяйка                                             |
| 2017      | ф   | Где-то на краю света                                  | Таня                                                |
| 2018      | ф   | День до                                               | мама Ромы (новелла «Рома и Юля»)                    |
| 2019      | с   | Бар «На грудь» — 2                                    | Ладислава                                           |
| 2019      | с   | Цыплёнок жареный                                      | Фрося                                               |
| 2021      | с   | Дылды-2                                               | Надя                                                |
| 2021      | с   | Воскресенский                                         | мать Лизы                                           |
| 2023      | с   | Шаляпин                                               | Лидия Родионовна, няня                              |